# Jean Ribault

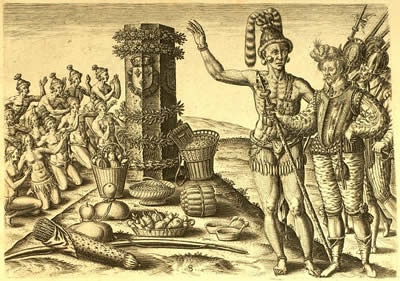
Athore, fill del rei Timucuan Saturiwa, mostrant a Laudonnière el monument posat per Ribault

Jean Ribault (Dieppe, 1520 – Fort Caroline (Estats Units), 12 d'octubre del 1565) va ser un navegant i colonitzador francès de l'actual sud-est dels Estats Units. Va intentar colonitzar Florida pels francesos. Era un hugonot a les ordres de l'Almirall Gaspard de Coligny, Ribault va liderar una expedició amb 150 colonitzadors al Nou Món el 1562 que va fundar Charlesfort a l'Illa Parris en l'actual Carolina del Sud. Dos anys més tard va comandar la colònia francesa de Fort Caroline a l'actual Jacksonville, Florida. Ell i molts dels seus seguidors varen morir a mans dels soldats espanyols prop de Saint Augustine el 1565.
Va explorar la desembocadura del riu Saint Johns a Jacksonville i hi va erigir un monument de pedra columnar reclamant aquest territori per a França. Ribault arribà al Port Royal Sound a l'actual Carolina del Sud. Tornà a França però per les Guerres de Religió del seu país es refugià a Anglaterra.
Va fer un segon viatge a Amèrica, el 22 d'abril de 1564 arribà a Florida dos mesos més tard. Va decidir fundar la nova colònia de Fort Caroline a l'actual Jacksonville. Aquest assentament va suposar una amenaça per a les flotes espanyoles que navegaven pel Corrent del Golf a la costa est de Florida, portant tresors d'Amèrica Central i del Sud a Espanya. La colònia fou descoberta quan Pedro Menéndez de Avilés, nou adelantado de Florida reunia una flota expedicionària, i Felip II de Castella va ordenar a Menéndez l'eliminació de l'amenaça francesa. Menéndez desembarcà al sud de Fort Caroline i fundà l'assentament de San Agustín. Els espanyols capturaren l'assentament francès i ràpidament mataren 140 francesos que van ser considerats pirates i heretges, consolidant l'autoritat d'Espanya a la costa nord-est de Florida. Sant Agustí havia de servir a dos propòsits: com a lloc avançat militar, o Presidio, per a la defensa de Florida, i una base per als assentaments missioners catòlics a tota la part sud-est d'Amèrica del Nord.

## Llegat
Diversos llocs i institucions de Jacksonville reben el nom de Ribault, com Jean Ribault High School, el Ribault Club a Fort George Island, el Ribault River.